# Гохо білохвостий
Го́хо білохвостий (Agriornis albicauda) — вид горобцеподібних птахів родини тиранових (Tyrannidae). Це рідкісний вид птахів, що мешкає в Андах.

## Опис
Довжина птаха становить 25–28 см. Верхня частина тіла темно-сірувато-коричнева, крила темніші. Над очима малопомітні світлі "брови". Горло біле, поцятковане чорними смужками, груди і боки світло-сіро-коричневі, живіт білий. Хвіст білий, за винятком темно-сірувато-коричневих центральних стернових пер. Дзьоб великий, чорний.

## Підвиди
Виділяють два підвиди:
- A. a. pollens Sclater, PL, 1869 — Еквадор;
- A. a. albicauda (Philippi & Landbeck, 1863) — Перу, захід Болівії, північ Чилі, північний захід Аргентини.

## Поширення і екологія
Білохвості гохо мешкають в Андах від Еквадору на півночі до Аргентини на півдні. Вони живуть у високогірних чагарникових заростях, на гірських луках і пасовищах, в Пуні і парамо, на висоті від 2400 до 4300 м над рівнем моря.

## Збереження
МСОП класифікує цей вид як вразливий. За оцінками дослідників, популяція білохвостих гохо складає від 1500 до 7000 птахів.